# Elecciones generales del Reino Unido de 1951
Las elecciones generales del Reino Unido de 1951 se celebraron el jueves 25 de octubre de 1951.
Estas elecciones fueron convocadas por el gobierno laborista de Clement Attlee dieciocho meses después de la elección de 1950, con la esperanza de aumentar su mayoría en el parlamento. Sin embargo, y a pesar de que los laboristas obtuvieron más votos que los conservadores y sus aliados nacional liberales, estos obtuvieron un mayor número de escaños, por lo que se formó un gobierno encabezado por Winston Churchill.

## Resultados
| Partido                     | Líder             | Votos      | %       | Escaños | +/− |
| --------------------------- | ----------------- | ---------- | ------- | ------- | --- |
| Partido Conservador         | Winston Churchill | 12.660.661 | 44,43 % | 321     | +39 |
| Partido Laborista           | Clement Attlee    | 13.948.883 | 48,8 %  | 295     | -20 |
| Nacional Liberal            | David Renton      | 1.058.138  | 3,7 %   | 19      | +3  |
| Partido Liberal             | Clement Davies    | 730.846    | 2,5 %   | 6       | -3  |
| Nacionalistas independentes | Michael O'Neill   | 92.787     | 0,3 %   | 2       |     |
| Partido Laborista Irlandés  | Jack Beattie      | 33.174     | 0,1 %   | 1       | +1  |
| Plaid Cymru                 | Gwynfor Evans     | 10.920     | 0,1 %   |         |     |
| Partido Comunista           | Harry Pollitt     | 21.640     | 0,2%    |         |     |
| Partido Nacional Escocés    | Robert McIntyre   | 7.299      | 0,1 %   | 0       |     |